# Pycreus fasciculatus
Pycreus fasciculatus är en halvgräsart som beskrevs av Ethirajalu Govindarajalu. Pycreus fasciculatus ingår i släktet Pycreus och familjen halvgräs. Inga underarter finns listade i Catalogue of Life.